# Старосултанбеково
Старосултанбеково (баш. Иҫке Солтанбәк) — село в Дюртюлинском районе Республики Башкортостан Российской Федерации. Входит в состав Такарликовского сельсовета.

## География

### Географическое положение
Расстояние до:
- районного центра (Дюртюли): 4 км,
- центра сельсовета (Иванаево): 7 км,
- ближайшей ж/д станции (Буздяк): 112 км.

## Население
| 2002 | 2009 | 2010 |
| ---- | ---- | ---- |
| 483  | ↗555 | ↗576 |

Согласно переписи 2002 года, преобладающие национальности — татары (58 %), башкиры (42 %).

## Религия
В селе есть мечеть.